# Валдемар IV (Дания)
Валдемар IV (на датски: Valdemar IV Atterdag, Валдемар Аттердаг) е крал на Дания от 24 юни 1340 г. до 24 октомври 1375 г. Роден е през 1320 или 1321 г. в Тикьоб. От 1326 до 1338 г. живее в двора на Лудвиг IV Баварски. Умира на 24 октомври 1375 г. в замъка Гуре. Погребан е в църквата Сорьо. Родителите му са крал Кристофер II и кралица Еуфемия Померанска.
През 1360 г. завладява Сконе, Блекинге и Халанд.
Йенс Петер Якобсен пише поема за любовницата на Валдемар Туве, която е убита по заповед на кралица Хелвиг. Поемата е включена в труда Gurresange.